# Taizé (Deux-Sèvres)
Taizé is een plaats en voormalige gemeente in het Franse departement Deux-Sèvres in de regio Nouvelle-Aquitaine  en telt 737 inwoners (2005). De plaats maakt deel uit van het arrondissement Bressuire.

## Geschienenis
In 1973 fuseerde Taizé met Maulais tot een gemeente. Op 1 januari 2016 werd de naam van de fusiegemeente veranderd naar Taizé-Maulais. Deze gemeente is op 1 januari 2019 gefuseerd met Brie, Oiron en Saint-Jouin-de-Marnes tot de gemeente Plaine-et-Vallées.

## Geografie
De oppervlakte van Taizé bedraagt 21,5 km², de bevolkingsdichtheid is 34,3 inwoners per km².
De onderstaande kaart toont de ligging van Taizé (Deux-Sèvres) met de belangrijkste infrastructuur en aangrenzende gemeenten.

## Demografie
Onderstaande figuur toont het verloop van het inwonertal.
Bilazais · Brie · Maulais · Noizé · Oiron · Saint-Jouin-de-Marnes · Taizé